# Bergs kommun
Berg er en kommune landskaperne Jämtland og Härjedalen i det svenske län Jämtlands län . Kommunens administrationscenter ligger i byen Svenstavik. Kommunen har grænser til nabokommunerne Åre, Östersund, Bräcke, Ånge og Härjedalen. I vest har kommunen grænser til Tydal kommune i Norge. Berg kommune er usædvanlig bjergrig. Helagsfjeldet på 1.797 moh. er det højeste svenske bjerg syd for polarcirklen.

## Byer
Der findes seks byområder i Berg Kommune i 2005.
Indbyggere pr. 31. december 2005.
| #  | Byområder  | Indbyggertal |
| -- | ---------- | ------------ |
| 1. | Svenstavik | 948          |
| 2. | Hackås     | 518          |
| 3. | Klövsjö    | 312          |
| 4. | Åsarne     | 271          |
| 5. | Myrviken   | 224          |